# BSU (Nederland)
BSU is een Nederlands merk van motorfietsen.
Dit was een merk van zijspancross-combinaties uit de jaren 1990. De naam was als volgt samengesteld: Brouwer Motors (KTM-importeur Benelux en financier van BSU), Siep de Wit (drijvende kracht achter BSU) en Ural, de Russische fabriek waar de motoren samengesteld werden. BSU’s waren in feite alleen rijklare frames, zonder motorblok en versnellingsbak. Er werd gebruikgemaakt van onderdelen van KTM en Husaberg.